# Andy Mackay
Andy Mackay, all'anagrafe Andrew Mackay (Lostwithiel, 23 luglio 1946), è un sassofonista, oboista, compositore, session man, produttore discografico e cantante britannico.
Ha raggiunto la fama suonando il sax e l'oboe con la band britannica di glam ed art rock dei Roxy Music, di cui è stato uno dei fondatori. Con i suoi trascinanti assoli e con le sue composizioni si è rivelato fondamentale per il sound del gruppo, dove si è occasionalmente esibito anche alle tastiere e come seconda voce.
Nel corso della carriera ha composto colonne sonore per la televisione e per il cinema, ed ha collaborato alle opere di molti dei più famosi musicisti del panorama rock internazionale, tra i quali vanno ricordati i 'Roxy' Phil Manzanera, Brian Ferry e Brian Eno, i Pet Shop Boys, Yukihiro Takahashi, Enrico Ruggeri, gli Arcadia, John Cale, Paul McCartney e Nina Hagen.

## Biografia

### Le origini
Nato a Lostwithiel in Cornovaglia, nella regione del sud-ovest inglese, si trasferisce nell'infanzia a Londra. La sua formazione musicale è influenzata dalla musica classica, grazie al padre che era un buon pianista, e dal rock and roll che ascolta alla radio.
Inizia a suonare l'oboe da adolescente, vince un premio ad un concorso scolastico e suona per la London Schools Symphony Orchestra. Durante gli studi all'università di Reading comincia a suonare il sax contralto nei Nova Express, una band amatoriale di rhythm and blues dell'ateneo. In questo periodo sviluppa un interesse per la musica di avanguardia ed elettronica, ascoltando i dischi di John Cage, Morton Feldman e Karlheinz Stockhausen, e conosce lo studente del vicino Winchester College of Art Brian Eno, già coinvolto in spettacoli di avant-garde, con cui svilupperà una lunga amicizia.

### I Roxy Music
Dopo la laurea cerca inutilmente un ingaggio come musicista a Londra, per trasferirsi poi per un anno a Roma, dove si mantiene insegnando l'inglese. Al ritorno in patria si dedica all'insegnamento musicale ed un amico lo presenta a Brian Ferry, con il quale forma una band che inizialmente prende il nome Roxy, a cui si unisce il bassista Graham Simpson, nel 1971 cominciano i provini ed a suonare i primi brani composti da Ferry.
Durante un nuovo incontro casuale con Brian Eno, lo convince ad unirsi alla band per suonare il sintetizzatore VCS3. Verso la fine del 1971 si esibiscono nei primi concerti, nel 1972 prendono il nome Roxy Music e vengono ingaggiati dalla E.G. Records. Al gruppo si uniscono Paul Thompson alla batteria ed il chitarrista dei Quiet Sun Phil Manzanera. La E.G. stipula un contratto con la Island Records, che pubblica l'eponimo album di debutto della band nel 1972, prodotto dal paroliere dei King Crimson Pete Sinfield. L'impatto del disco con la critica ed il pubblico è devastante, raggiunge in breve la top ten delle classifiche di vendita britanniche e la rivista Melody Maker lo definisce "il miglior album di debutto di sempre".
I Roxy divengono subito una delle cult band della scena londinese, il loro rivoluzionario rock, che affonda le origini nel progressive e nell'avanguardia, getta un ponte sulla futura scena punk rock e new wave, e saranno molti i gruppi che si ispireranno alla loro musica. Mackay si afferma come una delle colonne della band e dopo i primi album parteciperà anche alle composizioni.

### Collaborazioni e lavori solisti
Subito dopo l'uscita del secondo Roxy, l'entusiasmante For Your Pleasure, Mackay comincia sia le collaborazioni nei dischi di altri artisti, il primo è Here Come the Warm Jets di Eno, appena fuoriuscito dalla band, che la realizzazione di album da solista, componendo nel 1973 il suo album di esordio, In Search of Eddie Riff, un percorso strumentale a ritroso sulle sue radici musicali che spazia tra Schubert ed il rock'n'roll degli anni cinquanta. Nella line-up spiccano i nomi dei compagni dei Roxy Manzanera, Eno, Jobson e Thompson. Nel 1975 è tra gli ospiti del bel disco di debutto di Manzanera, Diamond Head.
Nello stesso anno compone la colonna sonora Rock Follies dell'omonima e fortunata serie televisiva della Thames Television britannica, che viene messa in onda nel 1976, si esibisce inoltre sullo schermo come sassofonista e leader del gruppo durante le varie puntate del telefilm, che tratta di questa rock-band e delle sue giovani cantanti. Il disco ottiene un grande successo, raggiunge il primo posto delle classifiche di vendita e gli fa vincere diversi premi. La serie viene prolungata anche per l'anno seguente e Mackay realizza una seconda colonna sonora dal titolo Rock Follies of '77.
Nel frattempo la produzione dei Roxy si era arricchita di quattro nuovi album, Stranded del 1973, Country Life del 1974, Siren del 1975 e Viva! del 1976. Anche le collaborazioni di Mackay con altri artisti procedono senza sosta, e nel 1978 trova anche il tempo per registrare il suo secondo lavoro, lo strumentale Resolving Contradictions, nel quale commenta con la musica le impressioni e le influenze ricevute durante il viaggio effettuato in Cina con la moglie. Nel 1979 e nel 1980 escono altri due album dei Roxy, rispettivamente Manifesto e Flesh and Blood, in quest'ultimo si esibisce in uno struggente assolo di sax in "Jealous Guy", il brano che commemora la morte di John Lennon avvenuta in quello stesso anno.
Nel 1981 scrive il libro "Electronic Music", pubblicato nel 1981, e nel 1983 i Roxy si sciolgono. Nello stesso anno si trasferisce con la famiglia in Irlanda, dove sviluppa un interesse per la locale musica tradizionale. Nel 1985 ritorna sulle scene fondando The Explorers con Manzanera ed il cantante James Wraith, la cui voce ricorda molto quella di Ferry. L'eponimo album di debutto ricalca lo stile dei Roxy cercando di adeguare il sound alle realtà musicali emergenti, l'esperimento non incontrerà i favori del pubblico e della critica, restando lontano dal successo della band di Ferry. In seguito pubblicheranno altri cinque lavori, di cui quattro attribuiti al duo Mackay & Manzanera ed uno a The Players, ma non riusciranno ad uscire dall'anonimato.
Dopo aver partecipato negli anni successivi ad ulteriori album di altri musicisti, tra i quali i Pet Shop Boys (assolo di sax in Love Comes Quickly), Yukihiro Takahashi, Enrico Ruggeri e gli ex Duran Duran, gli Arcadia, Mackay si prende una pausa di tre anni dall'attività musicale, durante la quale si iscrive ad un corso triennale della facoltà teologica del King's College di Londra. Dopo la laurea, nel 1991, torna a comporre, ed il nuovo materiale è influenzato dal misticismo che l'aveva spinto agli studi teologici.

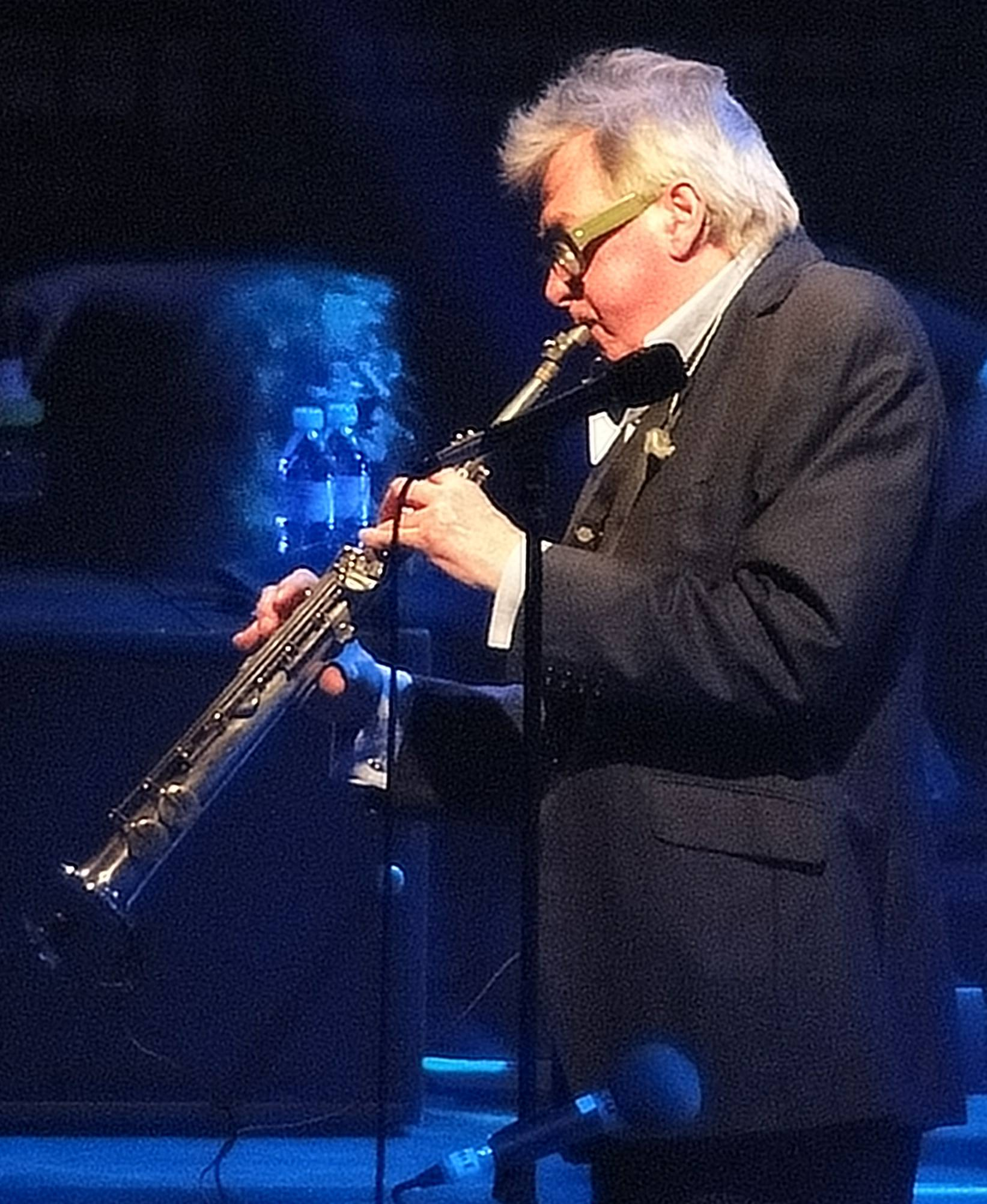
Andy Mackay durante il tour dei Roxy del 2011

All'inizio del 1992 muore sua moglie e si prende un'altra pausa per allevare i figli, riprendendo a comporre a casa nel 1993 aiutandosi con un computer, eseguendo lavori di matrice religiosa. Nel 1998 ritorna a suonare i vecchi pezzi dei Roxy per la colonna sonora del film Velvet Goldmine, con la band Venus in Furs, tra i cui componenti vi sono Jonny Greenwood e Thom Yorke dei Radiohead.
Il 9 giugno del 2001 prende il via, con un concerto a Dublino, la clamorosa ed attesissima tournée di reunion dei Roxy, nella formazione oltre agli 'storici' Ferry, Manzanera, Mackay e Thompson spicca il nome di Chris Spedding. Si esibiscono in 51 date, dopo l'Europa si spostano negli USA, in Australia ed in Giappone, per tornare infine in Gran Bretagna, dove chiudono il tour con due date all'Hammersmith Odeon di Londra l'1 ed il 2 ottobre. In seguito i Roxy si riuniranno per altre tournée nel 2003, 2005, 2006, 2010 e 2011.
Nel 2004 Mackay torna dopo 26 anni a pubblicare come solista con l'album SAMAS Music for the senses, un rilassante lavoro di ambient music commissionatogli da un albergo irlandese. Nel 2008 fa una tournée con la sua nuova band, Andy Mackay And The Metaphors, della quale fa parte l'ex Roxy Paul Thompson. Il repertorio comprende brani dei Roxy, dei Velvet Underground e dei Radiohead arrangiati ed ammodernati. Nel 2009 i Metaphors pubblicano a proprie spese l'album London! New York! Rome! Paris!. I brani, arrangiamenti di successi pop e di musiche per film, vengono definiti da Mackay "una ricerca del cuore oscuro della città moderna".

## Discografia

### Album solisti
- 1974 In Search Of Eddie Riff, Island (ILPS 9278)
- 1978 Resolving Contradictions, Bronze Records (BRON 510)
- 2004 SAMAS Music For The Senses
- 2009 London! Paris! New York! Rome! (accreditato a Andy MacKay and the Metaphors)

### Rock Follies
- 1976 Rock Follies (colonna sonora), Polydor (2302 054)
- 1977 Rock Follies Of '77 (colonna sonora), Polydor (2302 072)

### Explorers
- 1985 Explorers, Virgin (207 122)

### Manzanera & Mackay
- 1988 Crack the Whip, Relativity (88561-8263-2)
- 1988 Up In Smoke, Relativity (88561-1010-2)
- 1990 Manzanera - MacKay, Expression Records (600312)
- 1990 Christmas (accreditato a The Players), Rykodisc
- 2001 The Complete Explorers, Expression Records (EXPCD 26)

### The Venus In Furs
- 1998 Velvet Goldmine - Music From The Original Motion Picture (colonna sonora di autori vari), London Records (556 035-2)

### Singoli
- 1974 Ride of the Valkyries
- 1975 Wild Weekend
- 1976 Talking Pictures (da Rock Follies)
- 1976 Glenn Miller Is Missing (da Rock Follies)
- 1977 OK? (da Rock Follies)
- 1978 Skill And Sweat
- 1984 Lorelei (The Explorers)
- 1985 Venus Di Milo (The Explorers)
- 1985 Two Worlds Apart (The Explorers)
- 1985 Falling For Nightlife (The Explorers)

### Principali collaborazioni
- 1973 Mott - Mott the Hoople, CBS (S 69038)
- 1974 Here Come the Warm Jets - Brian Eno, Island (ILPS 9268)
- 1974 Taking Tiger Mountain (By Strategy) - Brian Eno, Island (ILPS 9309)
- 1975 Slow Dazzle - John Cale, Island (ILPS 9317)
- 1975 At the Sound of the Bell - Pavlov's Dog, CBS (CBS 81163)
- 1975 Diamond Head - Phil Manzanera, Island (ILPS 9315)
- 1976 Ensemble Pieces - Christopher Hobbs, Obscure Records (Obscure No. 2)
- 1977 Ready or Not - Ray Russell DJM)
- 1978 A Biography - John Cougar, Riva Records (RVLP 6)
- 1978 L - Godley and Creme, Mercury (9109 611)
- 1979 Long Distance Romancer - Mickey Jupp, Chrysalis (CHR 1261)
- 1982 Tug of War - Paul McCartney, Parlophone (PCTC 259)
- 1983 Pipes of Peace - Paul McCartney, Parlophone (PCTC 1652301)
- 1985 So Red the Rose - 1985 Arcadia, Parlophone (TC-PCSD 101)
- 1986 Love Comes Quickly - Pet Shop Boys, inclusa nel loro album Please, Parlophone (PCS 7303)
- 1987 Islands - Mike Oldfield, Virgin (CDV 2466)
- 1993 Taxi - Bryan Ferry, Virgin (CDV 2700)
- 1994 Mamouna - Bryan Ferry, Virgin (CDV 2751)
- 1995 Revolution Ballroom - Nina Hagen, Mercury (518 233-2)
- 2001 Vozero - Phil Manzanera, Expression (84574)
- 2004 6PM - Phil Manzanera, Hannibal Records (HNCD 1471)
- 2005 50 Minutes Later - Phil Manzanera, Hannibal Records (HNCD1503)